# 리틀 포레스트 (2018년 영화)
"리틀 포레스트"는 2018년에 개봉한 대한민국의 영화다. 일본 작가 이가라시 다이스케의 동명 만화를 원작으로 한다. 리틀 포레스트는 대한민국에서 1,509,097명의 관객을 동원했다.

## 줄거리
고단한 도시의 삶에 지쳐 고향으로 내려온 혜원이 사계절의 자연 속에서 오랜 친구인 재하와 은숙, 그리고 직접 만든 음식을 통해 과거의 기억과 상처를 치유해 나간다.

## 캐스팅
- 김태리: 송혜원 역
- 류준열: 이재하 역
- 문소리: 엄마 역
- 진기주: 주은숙 역
- 전국향: 복순 고모 역
- 장재희: 어린 혜원 역
- 강혜은: 혜원 친구 역
- 강민지: 혜원 친구 역
- 김현지: 재하 전 여자친구 역
- 홍성덕: 편의점 취객 역
- 김예슬: 편의점 워킹걸 역
- 박종휘: 편의점 직원 역
- 오수엽: 편의점 알바생 역
- 김기홍: 한국사 강사 역
- 이성준: 창고관리인 역
- 최성순: 나무의자 할머니 역
- 조석탑: 닭할아버지 역
- 이순자: 동네 할머니 1 / 잔소리 할머니 역
- 하혜자: 동네 할머니 2 역
- 이태영: 이사온 아이 역
- 강민경: 이사온 아이 역
- 남상백: 농협부장역
- 전상진: 농협직원 역
- 김철환: 농협직원 역
- 김수현: 농협직원 역
- 이은숙: 농협직원 역
- 옥수분: 농협직원 역
- 국지용: 훈이 친구 역
- 오동현: 훈이 친구 역
- 김호: 재하직장상사 역
- 임진영: 푸드트럭 사장 역
- 박종찬: 푸드트럭 커플 역
- 박민지: 푸드트럭 커플 역
- 박원상: 우체부 역 (특별출연)
- 정준원: 훈이 역 (특별출연)
- 김태준: 컵밥고시생 역

## 촬영
2017년 1월 메가박스는 "임순례 감독의 신작 '리틀 포레스트'가 경북 한 마을에서 첫 촬영을 시작했다"라고 밝혔을 뿐 구체적인 장소는 그동안 철저히 비밀에 부쳤다. 이후 2017년 5월 11일, 겨울 장면에 이어 봄 장면을 경북 의성군 사곡면 오상리 마늘밭 일원에서 여주인공 김태리와 스탭을 공개했다.

## 수상 경력
- 2018년 제2회 신필름예술영화제 최은희 배우상 - 김태리
- 2018년 제38회 한국영화평론가협회상 영평 11선
- 2018년 제18회 대한민국청소년영화제 여자배우부문 인기영화인상 - 김태리
- 2018년 제5회 한국영화제작가협회상 감독상 - 임순례
- 2018년 제18회 디렉터스 컷 시상식 올해의 여자연기자상 - 김태리
- 2018년 제18회 디렉터스 컷 시상식 올해의 특별언급
- 2018년 제13회 대한민국 대학영화제 연기상 - 김태리
- 2019년 제24회 춘사영화제 여자신인상 - 진기주

## 같이 보기
- 2018년 대한민국의 영화 목록